# Sektion Frankfurt am Main des Deutschen Alpenvereins
Die Sektion Frankfurt am Main des Deutschen Alpenvereins (DAV) (kurz DAV Frankfurt am Main) ist eine Sektion des Deutschen Alpenvereins in Frankfurt am Main. Sie wurde am 3. September 1869, also 4 Monate nach dem Hauptverein, als siebte Sektion des DAV gegründet. Die Sektion Frankfurt am Main ist somit eine der ältesten und mit 13.046 Mitgliedern (Stand: 31. Dezember 2024) auch eine der größten Sektionen des Deutschen Alpenvereins (auf Rang 19 nach der Sektion Darmstadt-Starkenburg und somit der zweitgrößte alpine Verein in Hessen) und damit auch einer der größeren Sportvereine Deutschlands.

## Bekannte Mitglieder
- Theodor Petersen (1836–1918), Chemiker und Alpinist. Gründer der Sektion Frankfurt am Main und deren 1. Vorsitzender von 1869 bis 1918. Erster Zentralpräsident des Deutschen und Österreichischen Alpenvereins.
- Eleonore Noll-Hasenclever (1880–1925), Alpinistin
- Pit Schubert (1935–2024)
- Jan Hojer, Teilnehmer bei den Olympischen Sommerspielen 2020 im Sportklettern.

## Klettern
- DAV Kletterzentrum Frankfurt am Main[4]
- KLETThERAPIE[5] für Menschen mit Handicap

## Hütten der Sektion
Ötztaler Alpen
- Gepatschhaus, 1928 m (1873 erbaut)
- Rauhekopfhütte, 2731 m (1888 erbaut)
- Riffelseehütte, 2289 m (1939 erbaut / 2000 erweitert)
- Verpeilhütte, 2025 m (1906 erbaut)

Ehemalige Hütten der Sektion
- Haus Oberreifenberg
- Taschachhaus, 2434 m (1873/74 erbaut, heute Sektion München)
- Weißkugelhütte, 2544 m (1892/93 erbaut, heute Autonome Provinz Bozen – Südtirol)

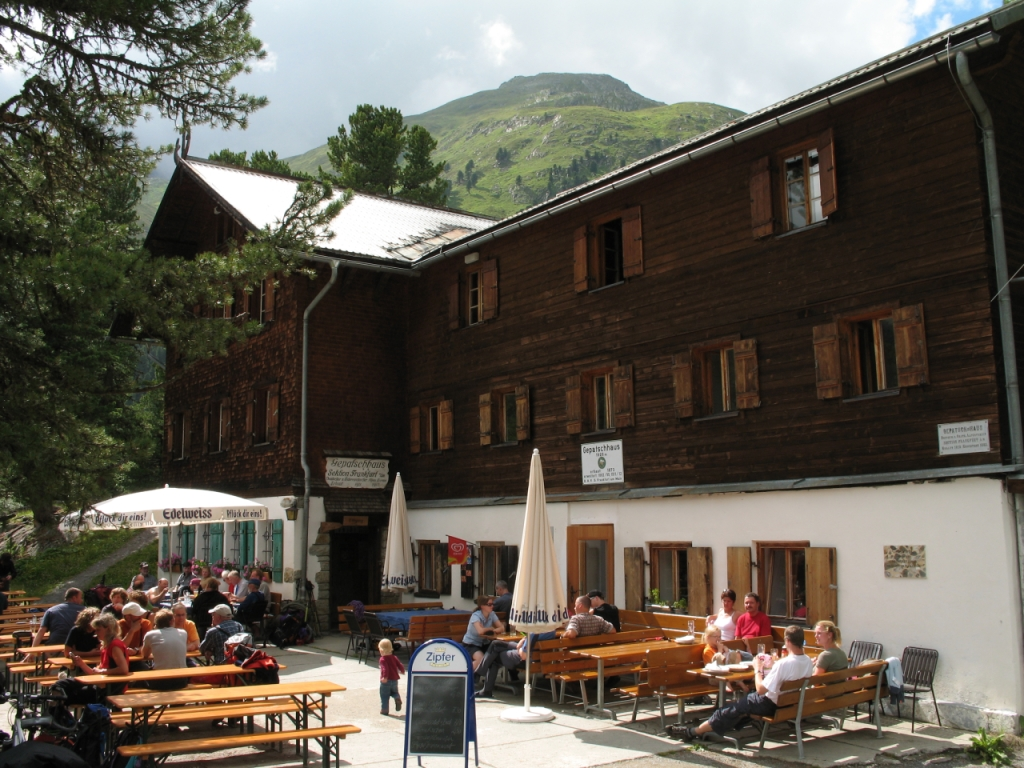
Gepatschhaus
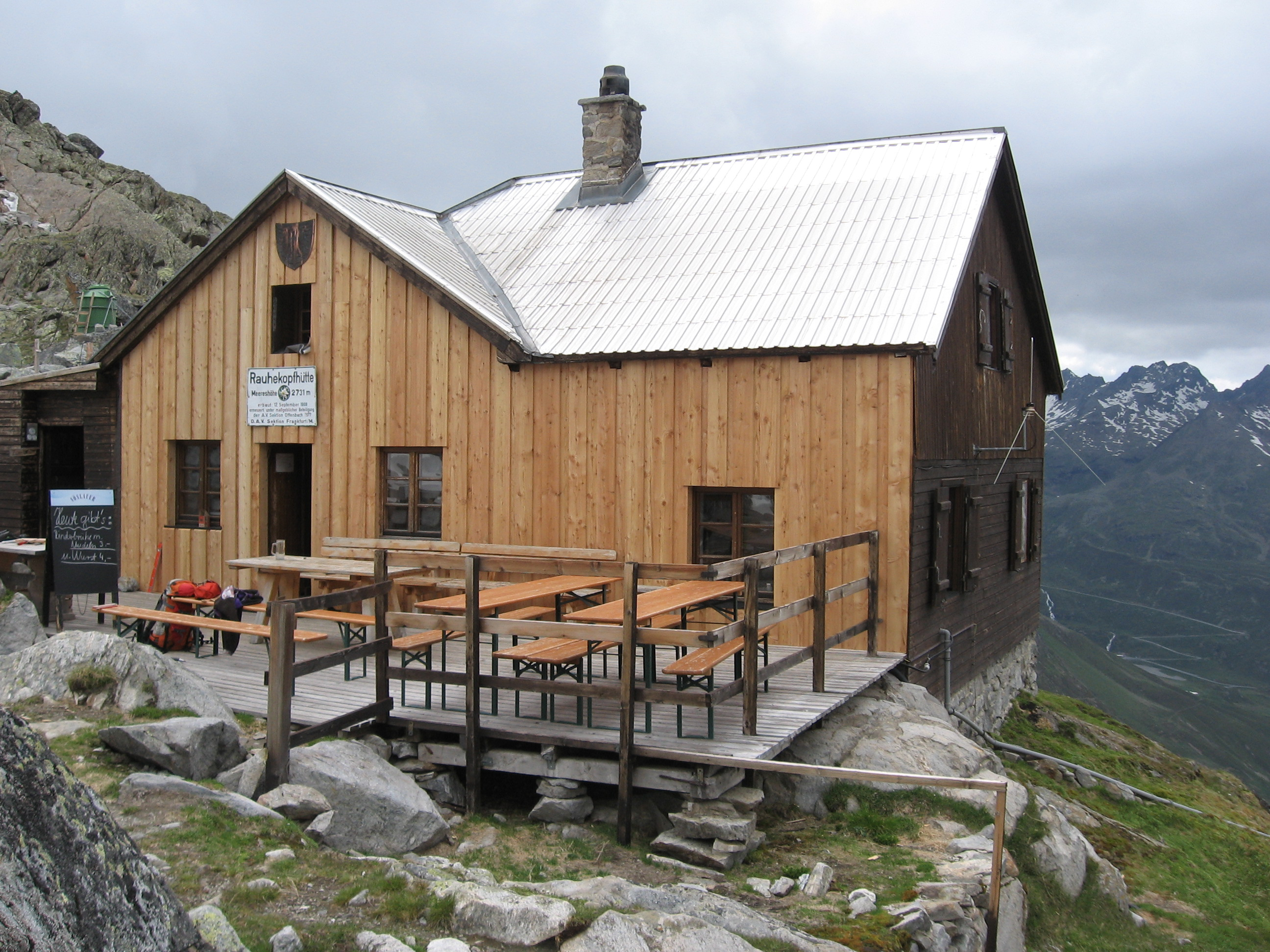
Rauhekopfhütte
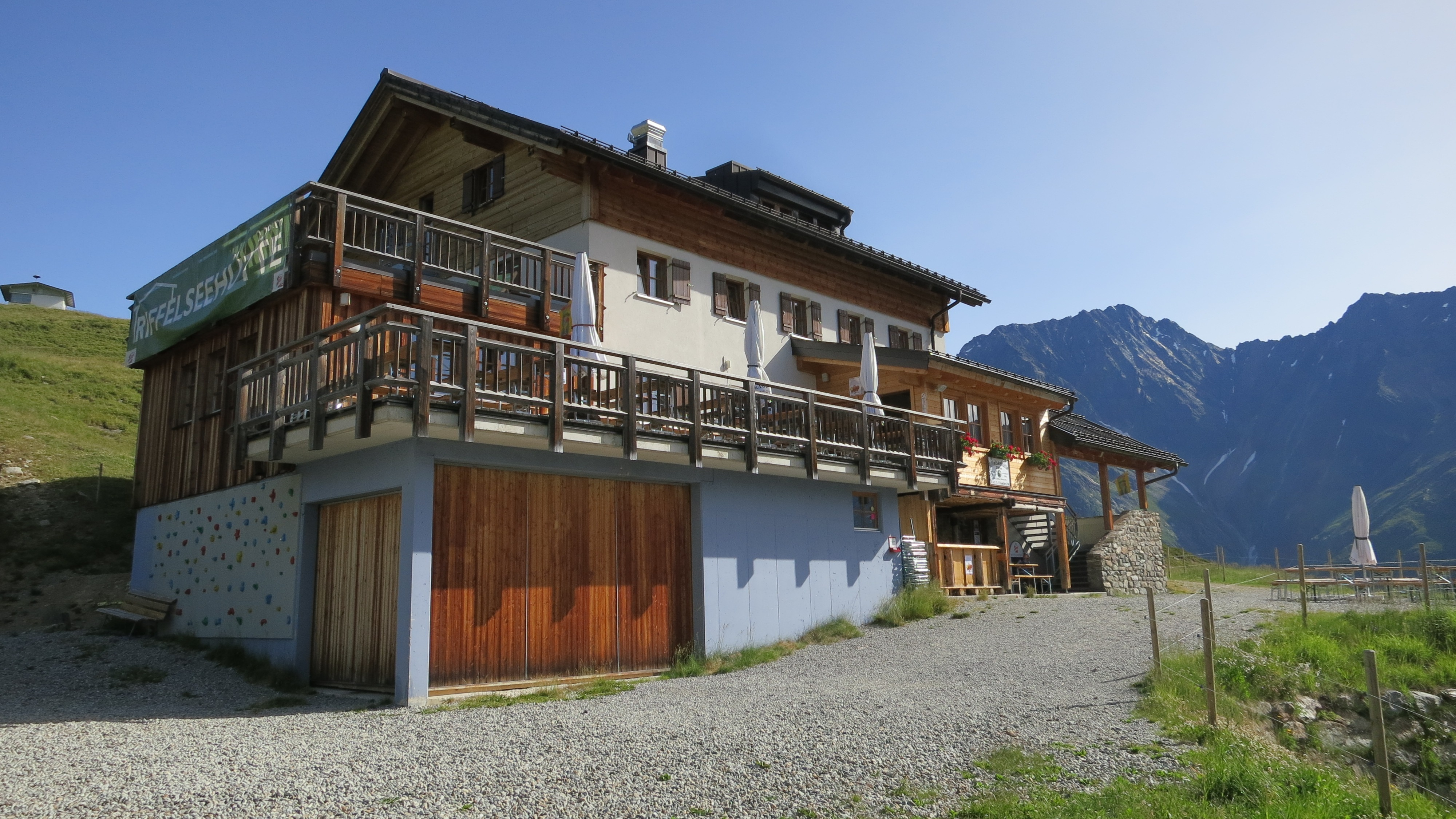
Riffelseehütte, Zugangsseite mit Blick zum Geigenkamm
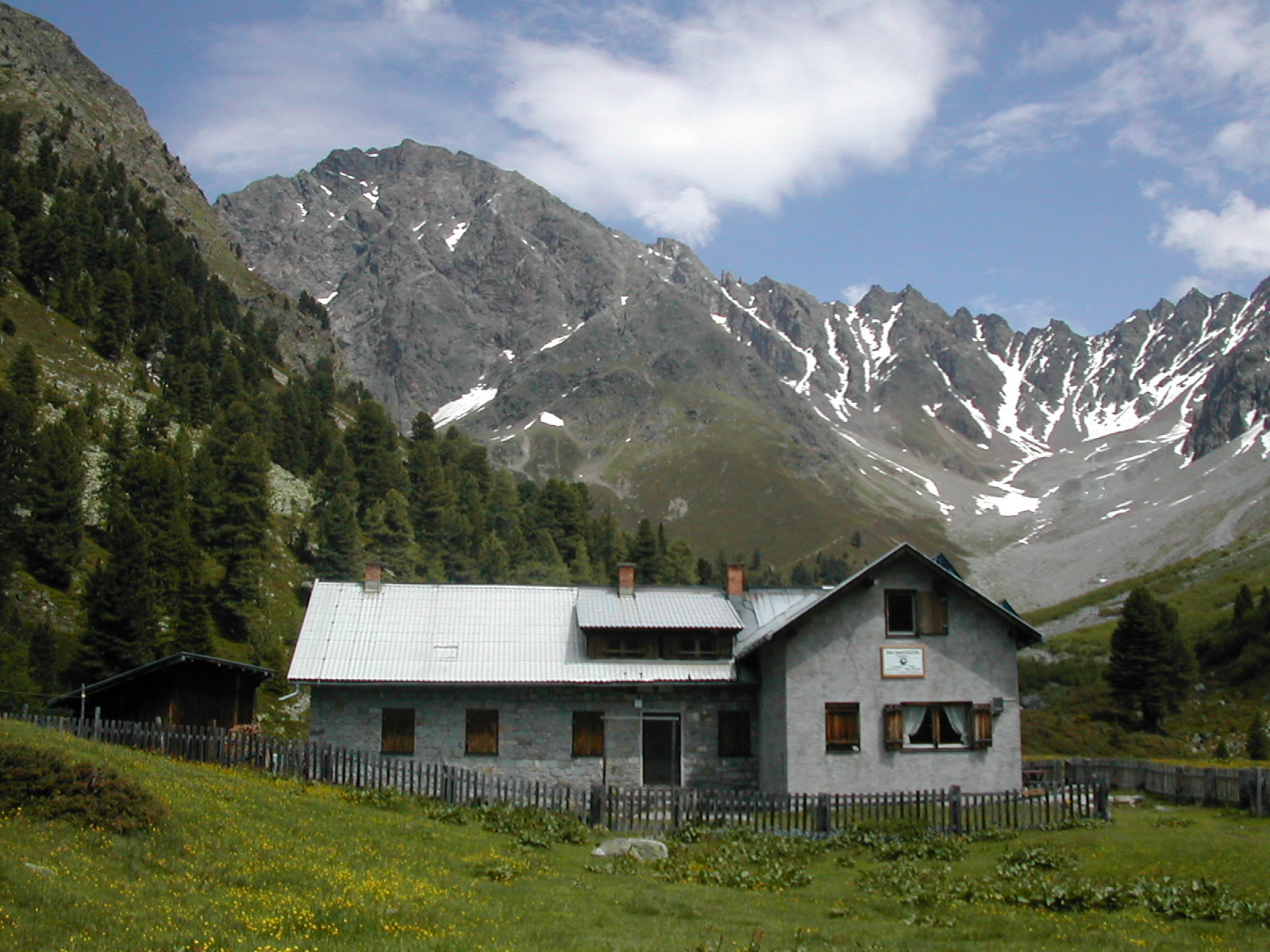
Verpeilhütte, dahinter der Westliche Sonnenkögel (3008 m) und rechts das Verpeiljoch (2825 m)
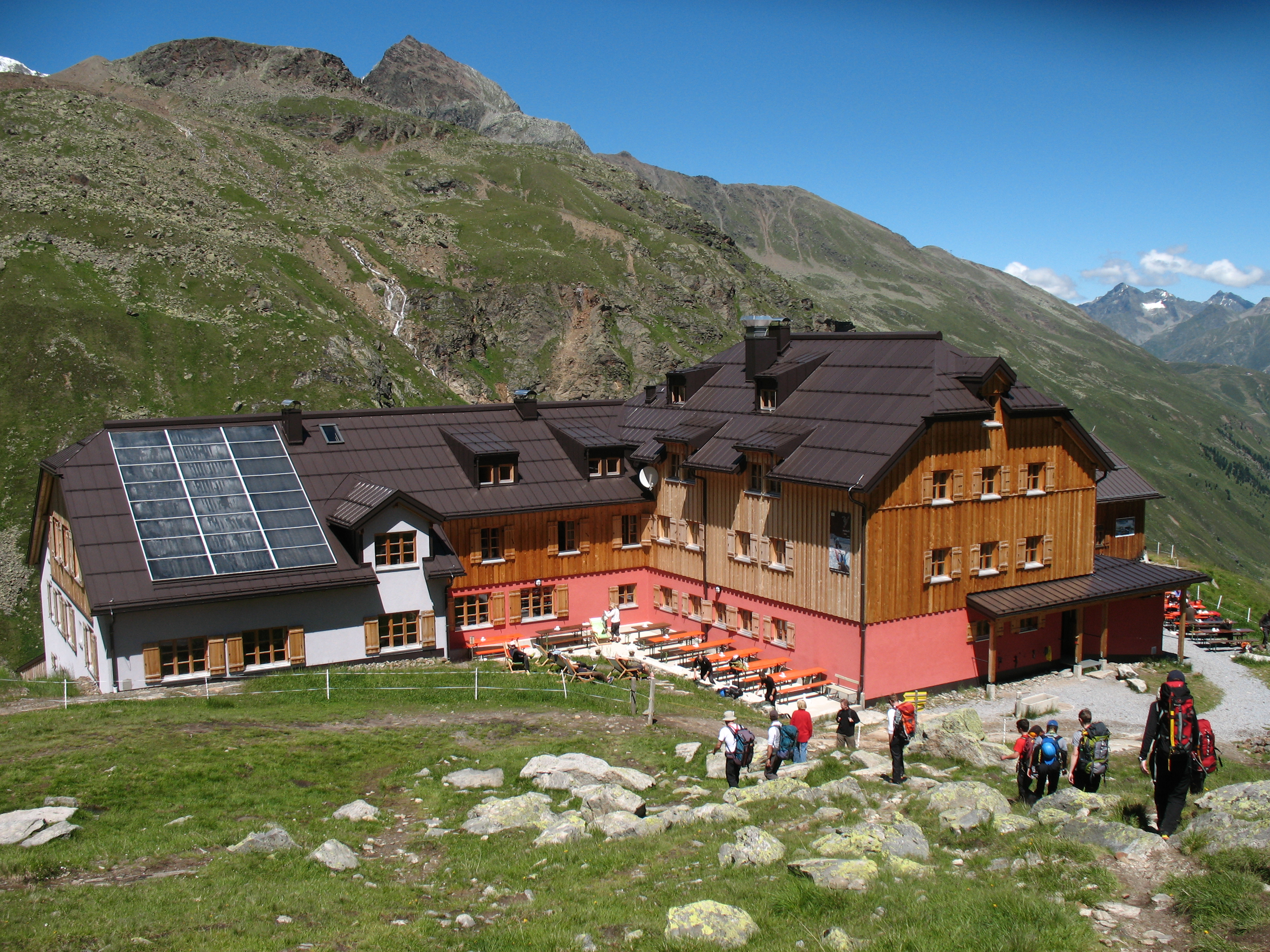
Taschachhaus

## Sektionsvorsitzende
Eine chronologische Übersicht über alle Präsidenten der Sektion seit Gründung.
| Amtszeit  | Präsident            |
| --------- | -------------------- |
| 1869–1918 | Theodor Petersen     |
| 1918–1926 | Max Moritz Wirth     |
| 1926–1930 | Matthias Friedwagner |
| 1930–1933 | Max Moritz Wirth     |
| 1933–1934 | Ernst Wildberger     |
| 1934–1945 | Rudolf Seng          |
| 1945–1946 | ― 1                  |
| 1946–1953 | Max Moritz Wirth     |
| 1953–1969 | Herbert Kalies       |
| 1969–1974 | Reinhard Sander      |

| Amtszeit  | Präsident           |
| --------- | ------------------- |
| 1974–1982 | Franz Walch         |
| 1982–1986 | Walter Leimbach     |
| 1986–1987 | Karl-Günter Bohnert |
| 1987–2008 | Herbert Herbst      |
| 2008–     | Daniel Sterner      |

Anmerkung